# Sigeo

Mapa de la Tródade con la ubicación de Sigeo.

Sigeo (en griego antiguo: Σίγειον o Σιγειὰς ἄκρα, en latín: Sigeum, en turco: Yenişehír) fue una antigua ciudad griega situada el extremo noroeste de Anatolia, en la región de la Tróade. Ocupaba un promontorio en el lado sur (o asiático) de la entrada al estrecho del Helesponto, junto a la desembocadura del río Escamandro, de homérica fama.

## Descripción
En la zona cercana al promontorio donde se situaba la ciudad de Sigeo, había un puerto. Actualmente la deposición de sedimentos ha alterado sustancialmente la apariencia del terreno, pero el emplazamiento aproximado de esta ciudad, hoy desaparecida, se localizaba entre las actuales localidades de Kumkale y Yeniköy. En 2001 se iniciaron prospecciones arqueológicas en el emplazamiento de esa antigua ciudad que desenterraron monedas y restos de edificios.
Al norte y enfrente, al otro lado de la boca del estrecho del Helesponto y en su orilla europea, se situaba la ciudad de Eleo, en la península conocida como el Quersoneso tracio.
Según Estrabón, durante la guerra de Troya el fondeadero de los aqueos estaba junto a Sigeo, a veinte estadios (3,7 km) de Troya, la ciudad atacada. En las cercanías de Sigeo confluían los ríos Escamandro y su afluente Simois para formar la llanura Estomalimne («boca del pantano»). Junto a Sigeo había un santuario con un monumento dedicado a Aquiles, y otros monumentos en honor de Patroclo y Antíloco.

## Historia

### SiglosVIIIyVIIa.C.
Sigeo fue fundada por habitantes de Mitilene, en la isla de Lesbos, en el siglo siglo VIII a. C. o VII a. C. A finales del siglo VII a. C., el general ateniense Frinón, vencedor del pancracio en la Olimpiada 36 (636 a. C.) fue enviado a conquistar Sigeo, lo que motivó una guerra de Atenas contra Mitilene, que consideraba a Sigeo como posesión suya. Durante esta guerra el aristócrata y poeta Alceo de Mitilene compuso varios poemas sobre el conflicto, en los que relataba cómo había huido del campo de batalla, perdiendo su escudo y soportando la vergüenza de ver que los atenienses lo colgaban como trofeo en el templo de Atenea.
Los atenienses recurrieron entonces al arbitraje de Periandro, tirano de Corinto, para poner fin a dicha guerra. Según Heródoto, el resultado del arbitraje fue que Periandro falló a favor de Atenas, aceptando su pretensión: el derecho al territorio de Atenas provenía de haber tomado parte en la guerra de Troya y de haber ayudado a destruir la cercana Ilión, mientras que los de Mitilene eran eolios y habían llegado a la zona en fecha posterior, por lo que no tenían derecho al territorio. En conclusión, según Periandro, cada parte debería quedar en poder de la zona que controlaba.

### SigloVIa.C.
Dos inscripciones escritas en griego ático, fechadas hacia 575-550 a. C. y atribuidas a Sigeo indican que los atenienses continuaban habitando Sigeo durante el medio siglo siguiente. Determinados restos arqueológicos del fuerte mitileneo de Aquileo, a unos siete u ocho km al sur de Sigeo, indican que durante toda esta época los de Mitilene mantuvieron una presencia hostil en la zona, resultando en una reconquista de Sigeo por parte de Mitilene en los años 540 a. C.. 
Durante la tiranía de Pisístrato, los atenienses tuvieron especial interés en colonizar la Propóntide por motivos estratégicos y económicos. Pisístrato, pues, volvió a reconquistar Sigeo, e puso a su hijo ilegítimo Hegesístrato como tirano de la ciudad. Tras la muerte de Pisístrato, Sigeo siguió siendo importante para los Pisistrátidas, y cuando el hijo de Pisístrato, Hipias, fue exiliado de Atenas en 511-510 a. C., pasó su exilio en Sigeo, donde acuñó monedas con el símbolo ateniense de la lechuza junto a su propio nombre. Se ha encontrado cerámica que data del segundo cuarto del siglo VI a. C., que podría corresponder con la ocupación de Sigeo por parte de los Pisistrátidas.

### SiglosVyIVa.C.
Durante el periodo clásico Sigeo continuó manteniedo estrechas relaciones con Atenas. En el siglo V a. C. Sigeo fue una ciudad miembro de la Liga de Delos. En los registros de tributos conservados, Sigeo aparece 15 veces, entre 450-49 y 418-17 a. C., como perteneciente al distrito del Helesponto. Al principio su contribución era de 1000 dracmas, pero al final ascendió a un talento.
Hacia el final del V a. C., nació en Sigeo Damastes, un historiador y geógrafo de cierta importancia.

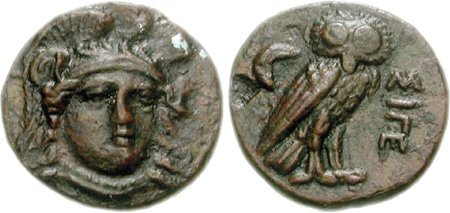
Moneda de Sigeo, hacia 355-334 a. C.

El historiador contemporáneo Teopompo afirma que Sigeo fue la residencia favorita del estratego (general) ateniense Cares en los años 350 a 330 a. C. Gobernó en Sigeo desde aproximadamente el año 355 hasta el 332 a. C. Una moneda de Sigeo del siglo IV a. C. parece pertenecer a la época del gobierno de Cares, cuyas relaciones con Atenas son evidentes al utilizar la cabeza de Atenea y la lechuza ateniense en sus caras, junto a la leyenda ΣΙΓΕ por Σίγειον. En este siglo, según menciona Aristóteles. Sigeo se vio envuelta en una disputa territorial con la vecina isla de Ténedos, aunque no se encuentran más detalles de este episodio.

### Épocas helenística y romana
En el año 302 a. C., el diádoco macedonio Lisímaco, uno de los sucesores de Alejandro Magno, sometió a la ciudad a un asedio, la conquistó y estableció en ella una guarnición, arrebatándola así a Antígono I Monóftalmos, otro diádoco rival.
En un decreto de Sigeo encontrado en Córcega, figura un benefactor que dio 200 estateros a la ciudad. El arqueólogo Georges Daux estudió la inscripción y propuso su datación entre el 200 y el 150 a. C., pero enfatizó que la fecha ha de considerarse provisional. L. Robert calculó que la inscripción es del siglo III a. C., más bien de la primera mitad de ese siglo.
En 168 a. C. Sigeo acogió la flota macedonia de Perseo, descendiente de Antígono.
En algún momento posterior, Sigeo fue abandonada. Al final del mandato de Augusto, el geógrafo Estrabón califica a Sigeo de κατεσπασμένη πόλις, ciudad destruida. Así mismo, hacia la mitad del siglo I d. C. tanto Pomponio Mela como Plinio el Viejo hacen referencia a Sigeo como población abandonada. Las causas de su desaparición son confusas: Estrabón afirma que la vecina ciudad de Ilión la destruyó por una pretendida resistencia de Sigeo a someterse a ella, pero no aporta más detalles.

## Fuente
- Esta obra contiene una traducción ampliada derivada de «Sigeon » de Wikipedia en inglés, concretamente de esta versión del 1 de junio de 2023, publicada por sus editores bajo la Licencia de documentación libre de GNU y la Licencia Creative Commons Atribución-CompartirIgual 4.0 Internacional.

- Datos: Q1583181
- Multimedia: Sigeion / Q1583181